# Třída Sassnitz
Třída Sassnitz byla třída raketových člunů východoněmecké Volksmarine. Do konce studené války a sjednocení Německa byla do služby zařazena pouze první jednotka Sassnitz. Sassnitz a další dva dostavěné čluny byly předány Německé federální pobřežní stráži. Dva z člunů tam, v pozměněné podobě, slouží dodnes.
Další tři nedokončené trupy byly prodány Polsku, kde byly dostavěny jako raketové čluny třídy Orkan.

## Pozadí vzniku
Třídu stavěla loděnice VEB Peenewerft ve Wolgastu. Pro východoněmecké námořnictvo jich mělo být postaveno až 12 jednotek, přičemž další by byly předány SSSR a Polsku. Realizaci programu zastavil konec studené války a zánik NDR. Do té doby bylo rozestavěno devět lodí. V podobě raketového člunu byla dostavěna pouze první jednotka Sassnitz, kterou převzalo Německé námořnictvo. Loď byla roku 1991 vyřazena a převedena k Německé federální pobřežní stráži, kde byla přejmenována na Neustrelitz. K pobřežní stráži se dostaly i další dvě jednotky třídy, pojmenované Sellin a Binz (loď byla přejmenována na Bad Düben). Zatímco Sellin byla později prodána, Neustrelitz a Bad Düben byly v polovině 90. let rozsáhle přestavěny.
Jednotky třídy Sassnitz:
| Jméno                  | Zahájení stavby | Spuštěna | Vstup do služby   | Status                                                        |
| ---------------------- | --------------- | -------- | ----------------- | ------------------------------------------------------------- |
| Sassnitz (591)         |                 | 1988     | 31. července 1990 | po přestavbě aktivní u pobřežní stráže jako BP 22 Neustrelitz |
| Ostseebad Sellin (592) |                 |          |                   | zařazena do pobřežní stráže, 1999 prodána                     |
| Ostseebad Binz (593)   | 1989            | 1990     | 7. srpna 1996     | po přestavbě aktivní u pobřežní stráže jako BP 23 Bad Düben   |

## Konstrukce
Hlavňovou výzbroj tvořil jeden dvouúčelový 76,2mm kanón AK-176 v dělové věži na přídi a jeden 30mm obranný systém AK-630. Hlavní údernou výzbroj představovalo osm protilodních střel Ch-35 (byly odstraněny v roce 1990). K obraně proti letadlům sloužil jeden čtyřnásobný protiletadlový raketový komplet Strela-2M. Pohonný systém tvořily tři diesely M-520, roztáčející trojici lodních šroubů. Nejvyšší rychlost dosahovala 37 uzlů.
V 90. letech byly Neustrelitz a Bad Düben přestavěny a modernizovány. Výzbroj byla omezena na dva 7,62mm kulomety. Do lodí byl instalován méně výkonný pohonný systém, tvořený dvěma diesely MTU 12V595 TE90. Nejvyšší rychlost poklesla na 24 uzlů.